# سن-آلبر، کبک

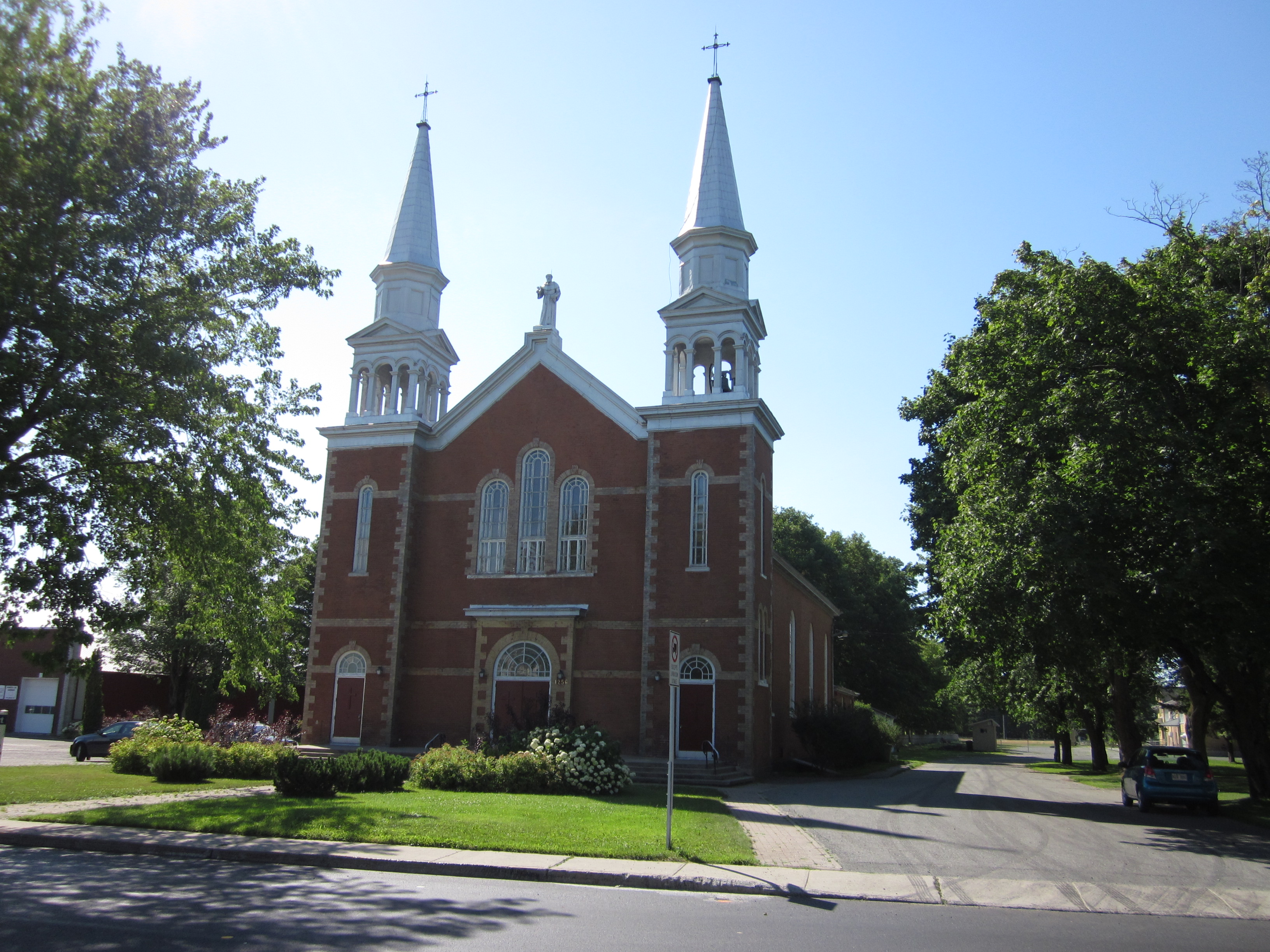
سن-آلبر

سن-آلبر (به فرانسوی: Saint-Albert) شهری در منطقه شهری آرتاباسکا ناحیه سانتر-دو-کبک در استان کبک کانادا است. در سرشماری سال ۲۰۱۱ این شهر ۱٬۵۰۵ نفر جمعیت داشته‌است و مساحت آن ۷۰٫۳۶ کیلومتر مربع است.